# Легко быть добрым (фильм)
«Легко быть добрым» (фильм, выпуск 1976, премьера 1977) — двухсерийный телевизионный художественный фильм режиссёра Виктора Жилина по мотивам одноимённого романа Михаила Барышева.

## Сюжет
Фильм относится направлению производственная драма и показывает жизнь большого заводского коллектива. Подняты темы борьбы за технический прогресс и становления молодых рабочих.
Георгий Грудинин (Эммануил Виторган) — молодой инженер, исполняющий обязанности начальника производственного цеха. Он старается выйти в передовики производства и при этом готов применить все средства, включая недозволенные, так как считает, что в итоге они оправдают себя. Коллеги и руководство завода не одобряют действия Георгия.

## Критика
Жюри смотра-конкурса «Беларусьфильм-1976» восприняло фильм как безусловную неудачу и отметило, что он является штампом.

## В ролях
| Актёр               | Роль           |
| ------------------- | -------------- |
| Вадим Яковлев       | Ливенцев       |
| Ирина Калиновская   | Пажитнова      |
| Эммануил Виторган   | Грудинин       |
| Юрий Дёмич          | Лаврухин       |
| Николай Засухин     | Ковалёв        |
| Борис Владомирский  | Корнюх         |
| Гарри Дунц          | Грибин         |
| Борис Кудрявцев     | Федюнин        |
| И. Бережная         | Ливенцева      |
| Юрий Кузьменков     | Дикушин        |
| Ростислав Шмырёв    | Русаков        |
| Зинаида Сорочинская | Нина Ивановна  |
| Вячеслав Киселёв    | Дудко          |
| Николай Ерёменко    | Гайда          |
| Владимир Новиков    | Спицын         |
| Галина Ишкова       | мать Грудинина |

## Съёмочная группа
| Автор сценария       | Борис Шустров             |
| Режиссёр-постановщик | Виктор Жилин              |
| Оператор-постановщик | Олег Авдеев               |
| Композитор           | Владимир Мигуля           |
| Стихи                | С. Островский, А. Дедуров |
| Художник-постановщик | Владимир Белоусов         |